# Johanna Beyer
Johanna Magdalena Beyer (Leipzig, 11 juli 1888 – New York, 9 januari 1944) was een Duits-Amerikaans componiste en pianiste. Hoewel ze nooit erg bekend werd, onderscheidde ze zich door een aantal zeer moderne stukken.

## Leven
Beyer werd in 1888 in Leipzig geboren en was daar drie jaar lang lid van de Leipziger Singakademie. Aan het conservatorium in die stad had ze een gedegen, vrij traditionele opleiding. Tussen 1911 en 1914 woonde Beyer ook in de Verenigde Staten; het is onbekend waar ze zich toen mee bezighield.
In 1923 ging Beyer opnieuw naar de VS, op uitnodiging van een componistenforum. Ditmaal besloot ze definitief te emigreren. Ze studeerde in 1928 af aan het Mannes College of Music in New York; onderwijl voorzag ze in haar levensonderhoud door pianolessen te geven. Vanaf de late jaren twintig ging ze studeren bij Ruth Crawford, Charles Seeger en Dane Rudhyar; vanaf 1934 bezocht ze ook de slagwerklessen van Henry Cowell. Met Cowell bouwde Beyer een sterke vriendschappelijke band op; sommigen sluiten romantische betrekkingen niet uit. In elk geval was ze van 1934 tot 1941 zijn persoonlijke secretaresse; dit werk deed ze grotendeels onbetaald.
Zodoende ging Beyer uitmaken van de kring der "ultramodernen", een groep zeer vernieuwende componisten die zich vooral onderscheidde door radicale zoektocht naar nieuwe technieken en naar de grenzen van de muziek. In de loop van de jaren dertig sloot ook de veel jongere John Cage zich bij deze groep aan.
Haar composities werden weinig uitgevoerd (ook in vergelijking met Ruth Crawford Seeger, de andere vrouw in deze groep), maar in 1933 kwam het toch tot een uitvoering van haar Three songs voor sopraan, piano en percussie. Het jaar daarop klonk een deel uit haar Suite voor klarinet en fagot, in een concert georganiseerd door Henry Cowell. John Cage zetten twee delen van haar Three movements for percussion op zijn repertoire toen hij met zijn slagwerkensemble op tournee ging. In 1936 zette Beyer in haar eentje een theaterproductie op, The modern composer, waarvoor ze tekst en muziek schreef, de organisatie deed en zelf als pianiste meespeelde. Het werk is echter verloren gegaan.
In 1938 verschenen twee delen uit haar eerder genoemde Suite voor klarinet en fagot op een 78-toerenplaat.
In haar laatste jaren maakte ALS Beyer het componeren onmogelijk. Ze stierf begin 1944 op 55-jarige leeftijd aan deze ziekte.

## Muziek
Vooral tussen 1931 en 1939 componeerde Beyer in een ultramoderne stijl die in veel opzichten doet denken aan die van haar groepsgenoten. Deze werken kenmerken zich door het dissonant contrapunt van Seeger en Cowell. Kenmerkend voor Beyers stijl is het economische gebruik van muzikaal materiaal, waardoor haar werken veel uitgebalanceerder aandoen dan de soms wat dionysische werken van haar gelijken. We treffen in haar werken bijvoorbeeld complexe ritmische processen aan die al vooruitlopen op het werk van Conlon Nancarrow en Elliott Carter.
Zoals bij veel componisten uit deze groep is veel van haar muziek voor slagwerk, of wordt er althans slagwerk in voorgeschreven. De piano heeft vaak clusters te spelen, een techniek waar vooral Cowell bekend om werd. Heel bijzonder is ook Music of the Spheres uit 1938: dit is zeer waarschijnlijk de eerste elektronische die door een vrouw is geschreven.

## Erfenis
Bij leven was Beyer al niet zeer bekend, en na haar dood raakte ze vrijwel vergeten. Pas in de jaren negentig, toen musicologen als Larry Polanski en Kirsten Reese monografieën over haar uitbrachten, kwam deze componiste weer voor het voetlicht. Sindsdien zijn er ook steeds meer werken van haar opgenomen en in concert gespeeld.